# Авињон
Авињон (фр. Avignon) град је у Прованси у јужној Француској на источној обали реке Роне. Административно је седиште департмана Воклиз. По подацима из 2006. године број становника у месту је био 92.454. На другој обали Роне се налази град Вилнев ле Авињон у департману Гар. Стари град Авињон са средњовековним кућама окружен је градским зидинама. Стари град са готичком Папском палатом (Palais des Papes) из 14. века и мостом Светог Бенезеа (Pont St. Bénézet) из 12. века је под заштитом УНЕСКО-а.

## Географија

### Клима
| Клима (Авињон)           | Клима (Авињон) | Клима (Авињон) | Клима (Авињон) | Клима (Авињон) | Клима (Авињон) | Клима (Авињон) | Клима (Авињон) | Клима (Авињон) | Клима (Авињон) | Клима (Авињон) | Клима (Авињон) | Клима (Авињон) | Клима (Авињон) |
| Показатељ \ Месец        | .Јан.          | .Феб.          | .Мар.          | .Апр.          | .Мај.          | .Јун.          | .Јул.          | .Авг.          | .Сеп.          | .Окт.          | .Нов.          | .Дец.          | .Год.          |
| ------------------------ | -------------- | -------------- | -------------- | -------------- | -------------- | -------------- | -------------- | -------------- | -------------- | -------------- | -------------- | -------------- | -------------- |
| Средњи максимум, °C (°F) | 10 (50)        | 12 (54)        | 16 (61)        | 18 (64)        | 23 (73)        | 27 (81)        | 30 (86)        | 30 (86)        | 25 (77)        | 20 (68)        | 13 (55)        | 10 (50)        | 19,75 (67,55)  |
| Просек, °C (°F)          | 6 (43)         | 7,5 (45,5)     | 11 (52)        | 13 (55)        | 17,5 (63,5)    | 21 (70)        | 24 (75)        | 24 (75)        | 19,5 (67,1)    | 15,5 (59,9)    | 8,5 (47,3)     | 7,5 (45,5)     | 14,7 (58,5)    |
| Средњи минимум, °C (°F)  | 2 (36)         | 3 (37)         | 6 (43)         | 8 (46)         | 12 (54)        | 15 (59)        | 18 (64)        | 18 (64)        | 14 (57)        | 11 (52)        | 6 (43)         | 3 (37)         | 9,6 (49,3)     |
| [ тражи се извор ]       |                |                |                |                |                |                |                |                |                |                |                |                |                |

## Историја
У предхришћанско доба на овом подручју је живело риболовачко келтско племе Кавари помешани са Лигурима. Ово место су називали Ауенион. У доба раног хришћанства, Авињон је био трговачка испостава старогрчке колоније Масалија (данас Марсељ).
Римљани су назвали овај галоримски град Авенио (Aven(n)io). Верује се да је цар Август овде подигао храм богу северног ветра Мистралу. Падом Римског царства, овде су господарили Бургунди, Западни Готи и Франци. Током 8. века до Авињона су стизали напади Арапа. У 11. веку, заједно са Бургундијом, Авињон је доспео у окриље Светог римског царства. Удаљеност немачких господара омогућила је становништву да у 12. веку прогласи Авињон за град-републику по узору на италијанске градове. У рату против катарске јереси француски краљ Луј VIII је заузео Авињон 1226. Године 1271. град је формално постао део Француске краљевине (династија Анжу), да би после прешао под суверенитет сицилијанске гране Анжујаца. Јована I Напуљска, уједно и војвоткиња Провансе, продала је Авињон папи Клементу VI за 80.000 флорина, 9. јуна 1348.

### Авињонско папство
Од 1309. до 1417. папе су столовале у Авињону. Француски краљ Филип IV Лепи је 1309. издејствовао да на место папе буде изабран Француз, папа Клемент V, који неће становати у Риму, већ у Авињону. Тиме је пренебрегнута католичка доктрина о папама као бискупима града Рима, која је трајала од апостола Петра. Папа Гргур XI је 1377. вратио своју резиденцију у Рим. Француски кардинали нису прихватали ово пресељење, па су 1378. изабрали контра-папу. Овим је почео период црквеног раскола под именом Западна шизма који је окончан 1417. црквеним сабором у Констанци.

### Уједињење са Француском
Авињон је вековима припадао територији Папске државе. Краљ Луј XV је окупирао град од 1768. до 1774. Конститутивна скупштина Авињона је 14. септембра 1791. прогласила уједињење града и околине са Француском Републиком. Ово је потврђено Уговором из Толентина 1797.

## Демографија
| 1962.  | 1968.  | 1975.  | 1982.  | 1990.  | 1999.  | 2006.  | 2011.  |
| ------ | ------ | ------ | ------ | ------ | ------ | ------ | ------ |
| 72.717 | 86.096 | 90.786 | 89.132 | 86.939 | 85.935 | 92.454 | 90.194 |

## Партнерски градови
- Сијена
- Вецлар
- Тортоса
- Јањина
- Њу Хејвен
- Орвијето
- Колчестер
- Тарагона
- Гванахуато